# 1940
1940 (MCMXL) var ett skottår som började en måndag i den gregorianska kalendern.

## Händelser

### Januari
- 1 januari

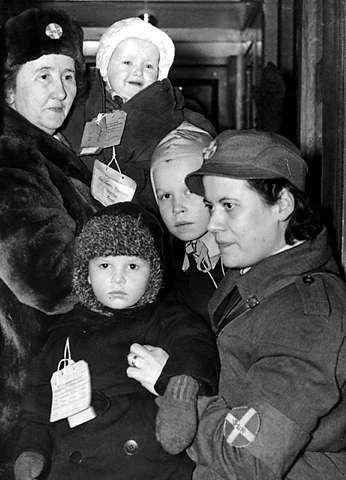
Finländska krigsbarn anländer till Sverige.

  - Karlskoga stad får stadsprivilegium.
  - Filmen Trollkarlen från Oz med Judy Garland har svensk premiär [1].
- 6 januari
  - 100 000 svenskar helgarbetar i 400 svenska företag och skänker inkomsten till Finlandshjälpen under mottot "Trettondedagen för Finland" [2].
  - Sveriges första skidlift invigs i Åre [3].
- 8 januari – Den svenska riksdagen godkänner införandet av tvångsmedel i krigstid.
- 10 januari – En operativ svensk flygstyrka överförs till Kemi i Finland.
- 12 januari – Flygplan från Sovjetunionen bombar städer i Finland.
- 15 januari – Viss censur av vykort införs i Sverige.
- 16 januari – De första finländska krigsbarnen kommer till Haparanda och förs sedan vidare till värdfamiljer runtom i Sverige där de skall bo tills förhållandena i Finland normaliserats [2].
- 17 januari – Sveriges utrikesminister Christian Günther kommenterar konflikten mellan Finland och Sovjetunionen med att hävda "Finlands sak är vår" [4].
- 18 januari – Sandemans konditori på Östra storgatan 36 i östra Jönköping, Sverige brinner [5].
- 20 januari – Europa drabbas av en köldvåg där Themsen fryser till is för första gången sedan 1890 och snö faller på Rivieran [2].
- 26 januari – Statens informationsstyrelse inrättas i Sverige med uppgift att bland annat övervaka svenska böcker, press, radio och film [3].
- 27 januari – Biografteatern Amiralen i Malmö invigs av Jens Edvard Kock.
- 29 januari – Tryck- och informationsfriheten i Sverige inskränks när främst kommunisttidningar och antinazistiska Trots allt! får transportförbud [2].
- Januari – Den svenska regeringen beviljar 23,5 miljoner kronor för byggandet av befästningar längs skånska kusten, den så kallade Per Albinlinjen.

### Februari

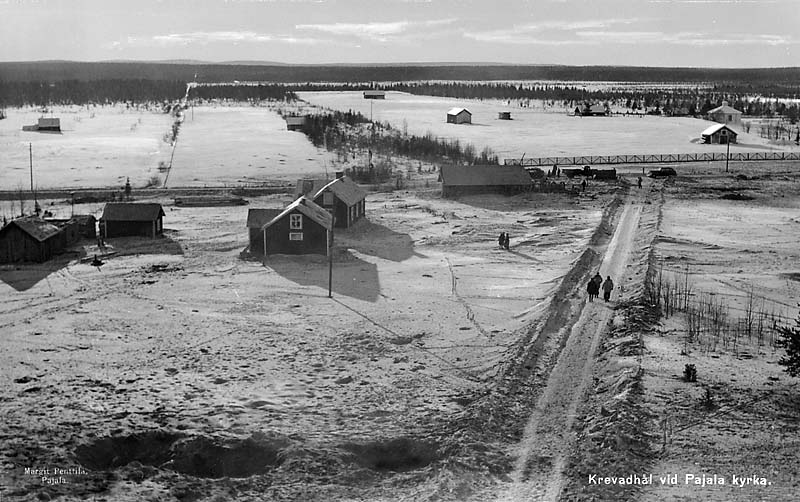
Bombningen av Pajala 1940.

- 1 februari – Sovjetisk offensiv vid Karelen och Ladoga [6].
- 3 februari – Den första "stridsgruppen" av svenskar hamnar i stridigheter i finska vinterkriget.
- 10 februari – Under den antikommunistiska stämningen i Sverige gör den svenska polisen på regeringens direktiv razzior i kommunistiska lokaler och tidningsredaktioner [3].
- 16 februari – Det tyska fraktfartyget Altmark bordas av engelsmännen i den så kallade Altmarkaffären.
- 21 februari – Sovjetiskt flyg bombar av misstag Pajala. Hus och gårdar i byn träffas, men ingen människa dödas eller skadas svårt [2].
- 24 februari – Den svenska socialstyrelsen får rätt att förordna om omhändertagande i förläggning av icke önskvärda utlänningar.

### Mars

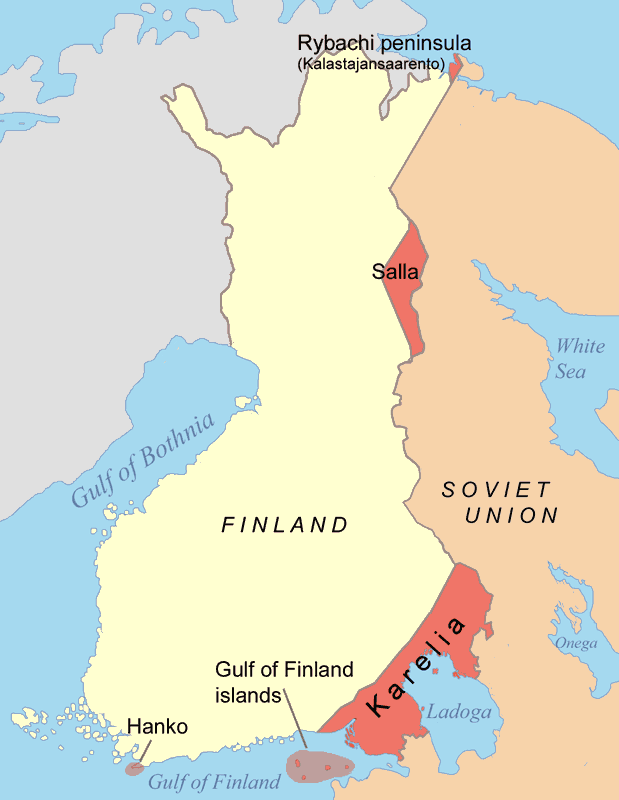
Moskvafreden

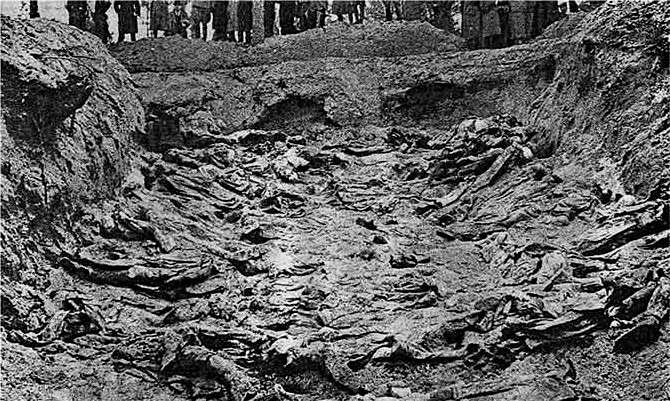
Katynmassakern

- 2 mars – Både svenska och norska regeringarna säger nej till transitering av allierade trupper genom länderna till Finland [4].
- 3 mars
  - Den sovjetiska armén intar Viborg [2].

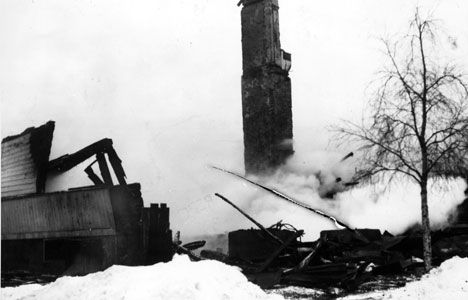
Attentatet mot Norrskensflamman.

- - Den kommunistiska tidningen Norrskensflammans hus i Luleå förstörs efter en anlagd brand. Fem personer omkommer.[2].
- 4 mars – I Sverige införs så kallat "kokslov" i skolorna för att spara på eldningen av klassrummen.
- 5 mars –  Katynmassakern: Medlemmarna i sovjetiska Politbyrån (Josef Stalin, Vjatjeslav Molotov, Lazar Kaganovitj, Michail Kalinin, Kliment Vorosjilov och Lavrentij Berija) undertecknar en order, beredd av Beria, för att avrätta 25 700 av den polska intelligentian, inkluderat 14 700 polska krigsfångar.
- 13 mars
  - Finska vinterkriget avslutas genom fredsavtal i Moskva mellan Finland och Sovjetunionen efter tre och en halv månads krig.[2] Villkoren betraktas på många håll i världen som mycket hårda för Finland. Striderna upphör dagen därpå.
  - Den amerikanska filmen Ninotchka med Greta Garbo i den kvinnliga huvudrollen har biopremiär i Sverige och blir succé [2].
- 21 mars – Sverige inför transportförbud för kommunisttidningar.[1]
- 27 mars
  - Heinrich Himmler ger order om att bygga ett koncentrationsläger i Auschwitz [2].
  - Kaffe och te ransoneras, vilket blir de första svenska ransoneringarna under andra världskriget.[7]
- 31 mars – Tyska kryssaren Atlantis lämnar Vadehavet för vad som kommer att bli den längsta turen för ett krigsskepp någonsin. (622 dagar utan att gå in hamn för reparation)[8]

### April
- 8 april – Storbritannien minerar norskt territorialvatten.
- 9 april
  - Tyskland anfaller Danmark och Norge, och danskarna kapitulerar så gott som omedelbart medan norrmännen fortsätter göra motstånd [2]. Norska flyktingar börjar strömma över gränsen till Sverige [3]. Huvuddelen av de svenska styrkorna finns i norr, vid finländska gränsen.
  - Tyska kryssaren KMS Blücher sänks av norska kustförsvaret på Oscarsborg i Oslofjorden.
- 11 april – Allmän mobilisering utfärdas i Sverige.
- 12 april – Sveriges statsminister Per Albin Hansson deklarerar Sveriges fasta försvars- och neutralitetsvilja, medan den allmänna mobiliseringen pågår [2].
- 13 april – Per Albin Hansson uppmanar vid en presskonferens till återhållsamhet i den svenska kritiken mot Tyskland.
- April
  - Den svenska beskickningen varnar för ett anfall mot Skandinavien. Sveriges överbefälhavare begär omfattande förstärkning av beredskapen, sedan man fått förvarningar om att både tyskarna och de allierade tänker ingripa i Skandinavien.
  - I Sverige beslutar "Hembiträdesföreningarnas samarbetskommitté" att byta namn till "Hembiträdesföreningarnas centralkommitté"[9].

### Maj

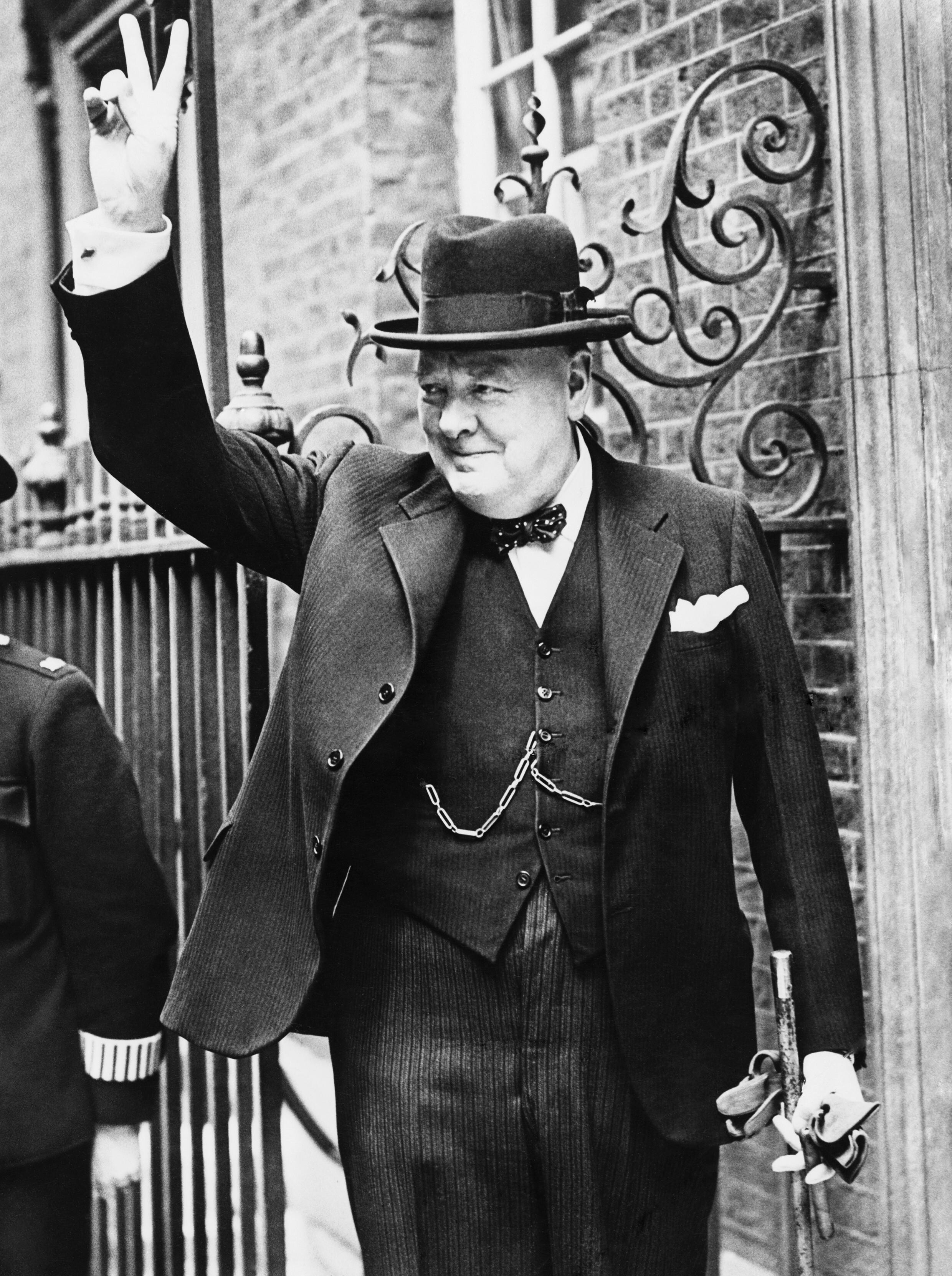
Winston Churchill håller tal i parlamentet där han bara kan lova "Blod, möda, tårar och svett".

McDonald's logo.

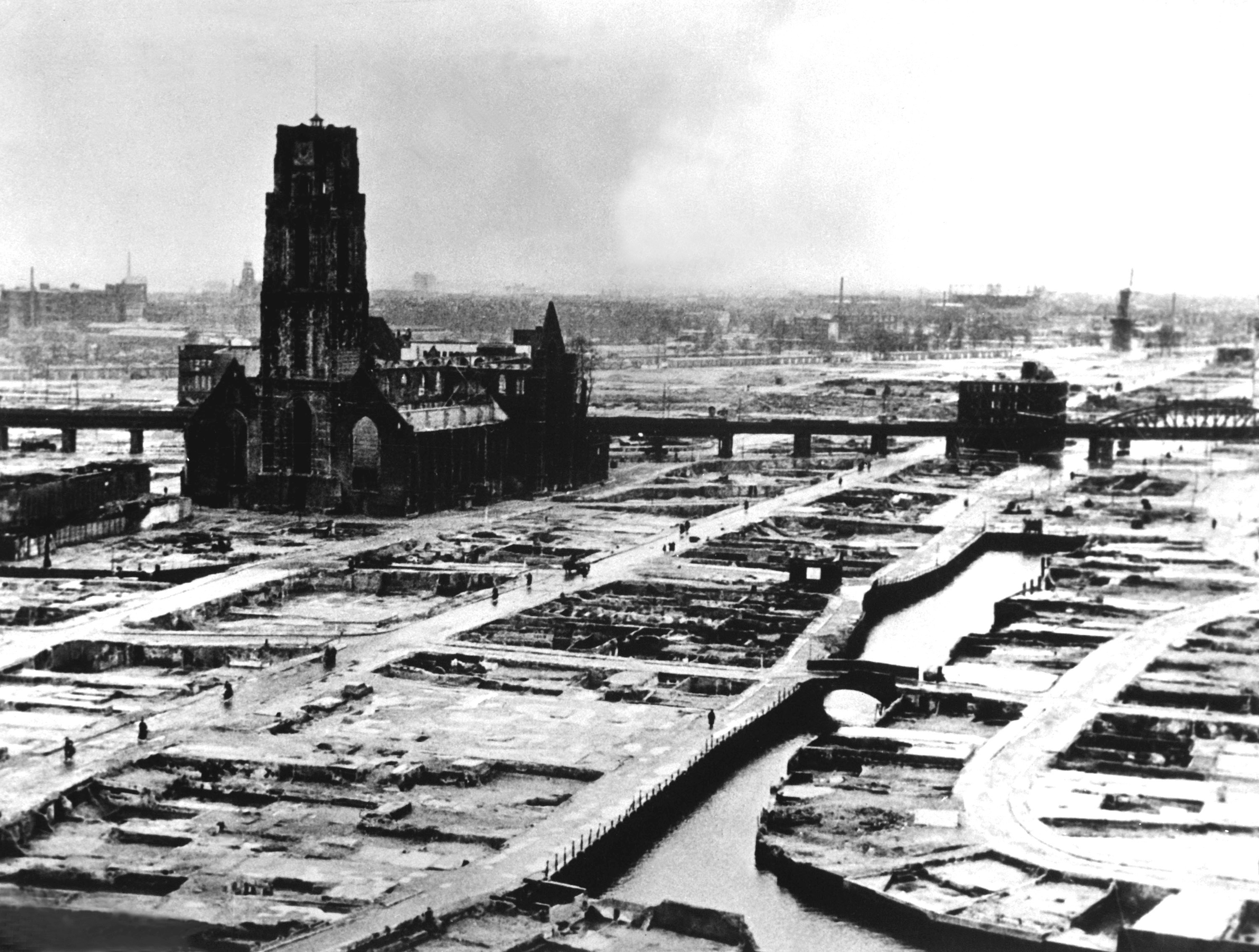
Bombningen av Rotterdam.

- 1 maj – Första maj-tågen i Sverige ersätts av nationella medborgartåg [2]. Där kan man bland annat se högerledaren Gösta Bagge och LO:s ordförande August Lindberg tillsammans [4].
- 9 maj – Sveriges regering meddelar att tyska soldater på väg till och från permission i hemlandet får åka tåg på svenska järnvägar [2].
- 10 maj
  - Den tyska offensiven på västfronten startar när tyskarna går in i Nederländerna, Belgien och Luxemburg [1]. Island besätts av brittiska trupper.
  - Winston Churchill efterträder Neville Chamberlain som brittisk premiärminister [2].
- 13 maj – Winston Churchill håller tal i parlamentet där han bara kan lova "Blod, möda, tårar och svett".
- 14 maj – Tyska bombflygplan vräker ner bomber över hamnstaden Rotterdam i Nederländerna, som skadas svårt av tyska Luftwaffe [2].
- 15 maj
  - Nederländerna kapitulerar till Tysklands invasion [6].
  - Tyska trupper överskrider gränsen till norra Frankrike.
  - Den första McDonald'srestaurangen öppnas i San Bernardino, Kalifornien.
  - Den svenska sångerskan Zarah Leander skriver på ett nytt kontrakt med tyska UFA i Berlin, med det dittills största gaget i Europa [4].
  - Första Nylonstrumpor[10] börjar säljas i USA ("N-Day"), Dupont, Wilmington, Delaware, efter testfas i Wilmington från 24 oktober 1939
- 17 maj – Tyska soldater intar Bryssel [2].
- 20 maj – Tyska soldater går in i Frankrike [1].
- 27 maj
  - Allierade trupper påbörjar Operation Dynamo, evakuering från Dunkerque över engelska kanalen i vad som har kallats Miraklet i Dunkerque.
  - Belgien kapitulerar till Tysklands invasion [6].
- 29 maj – Riksdagen beslutar att det svenska hemvärnet, som spontant har bildats här och var under 1939 och 1940, skall organiseras.

### Juni
- 2 juni – 20-årige Fausto Coppi, Italien vinner årets Tour de France [2].
- 4 juni
  - Operation Dynamo avslutas efter att man har räddat stora delar av den brittiska expeditionskåren – cirka 300 000 man - över till Storbritannien.
  - Brittiska soldater flyr från Dunkerque [1].
- 5 juni – Tyskland inleder en offensiv mot Maginotlinjen sedan då kapitulerat och Dunkerque utrymts [2].
- 7 juni – Norge kapitulerar till Tyskland.
- 8 juni – Den allierade expeditionskåren i norra Norge, bestående av brittiska, franska och polska trupper, tvingas evakuera från Narvik.
- 9 juni – Den svenska regeringen ger sin tillåtelse till tyska trupptransporter till och från Norge genom Sverige.
- 10 juni
  - Italien förklarar krig mot Storbritannien och Frankrike på Tysklands sida [2]. USA:s president Franklin D. Roosevelt betecknar handlingen som En dolkstöt i ryggen vid ett tal i Virginia.
  - Tyska truppförband under ledning av general Erwin Rommel når fram till Engelska kanalen.
- 12 juni – Den svenska riksdagen antar i en första omröstning en tryckfrihetsparagraf i grundlagen som tillåter censur vid krig eller krigsfara [3].
- 14 juni
  - Tyska trupper marscherar in i Paris, som faller utan strid [2].
  - Koncentrationslägret Auschwitz-Birkenau börjar sin verksamhet.
- 15 juni – Sovjetunionen annekterar de baltiska staterna (Estland, Lettland och Litauen) [2].
- 17 juni
  - Sovjetunionen ockuperar Estland och Litauen [6].
  - Tyska Luftwaffes Junkers 88-bombflygplan sänker det brittiska skeppet RMS Lancastria, som evakuerar soldater från närheten av Saint-Nazaire, Frankrike, och 5 800 personer dödas.[11] Krigstidscensuren hindrar dock först information om händelsen från att nå allmänheten.
- 18 juni
  - Den franske generalen Charles de Gaulle håller ett radiotal från London där han uppmanar sina landsmän till motstånd mot tyskarna [2], samt bildar en fransk exilregering.
  - Sovjetunionen ockuperar Lettland [6].
- 22 juni – Fransk-tysk vapenvila undertecknas och Philippe Pétain blir fransk regeringschef i den södra obesatta delen, styrd från Vichy [2]. Vapenvilan sluts i Compiègneskogen i samma järnvägsvagn som tyskarna undertecknade kapitulationen 1918.
- 24 juni – Frankrike och Italien ingår vapenvila [6].
- Juni
  - En bredare transportering av sjuka och permittenter mellan Norge och Tyskland på svenska järnvägar börjar [12].
  - Sverige börjar ta emot omkring 50 000 norska flyktingar.

### Juli
- 6 juli

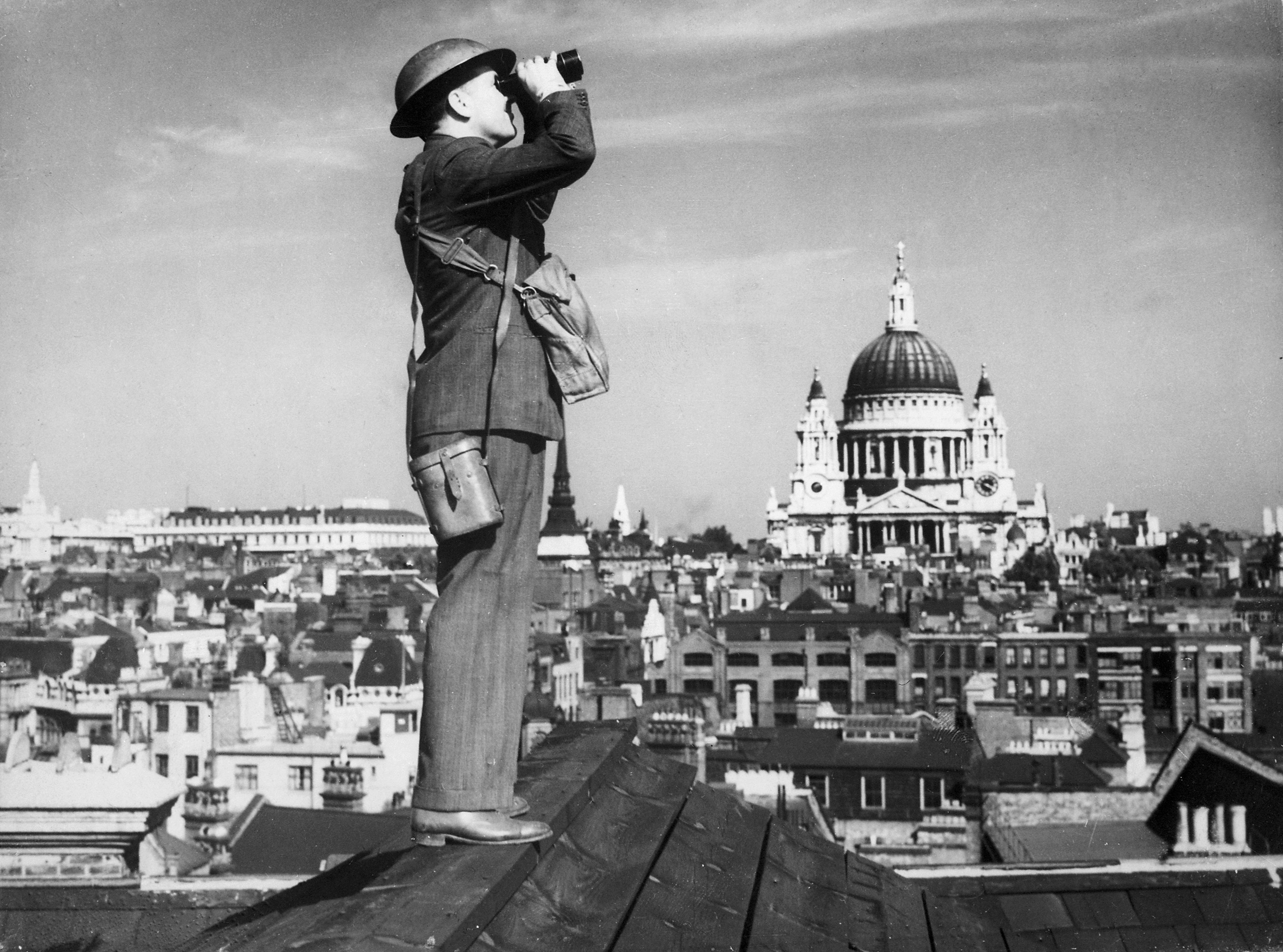
Slaget om Storbritannien.

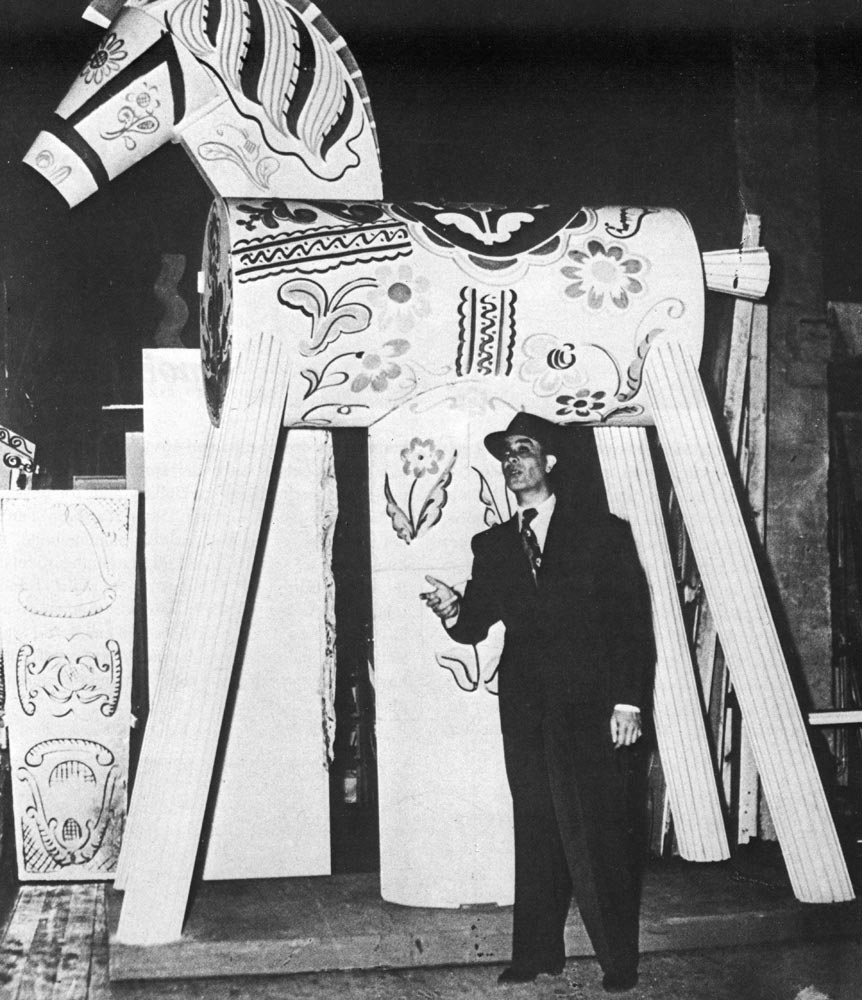
Den ökända hästen från Troja

  - En svensk-tysk överenskommelse ingås om transitering av varor och militär personal från Tyskland till Norge [3]. Enligt de diplomatiska noterna som utbyts tillåts ett tåg per dag i vardera riktning passera, och krigsmateriel får bara transporteras med speciellt tillstånd [4].
  - Efter tyska påtryckningar uppmanar Norges stortings presidium Norges kung Haakon VII, som flytt till London, att abdikera men kungen vägrar [2].
- 10 juli – Slaget om Storbritannien (Battle of Britain) börjar med tyska flyganfall mot England [2] samt brittiska konvojer i Engelska kanalen.
- 11 juli – Frankrikes president Albert Lebrun avgår och ersätts av Philippe Pétain, och därmed har tredje republikens övergång till auktoritär stat fullbordats [2].
- 31 juli – Sången Den ökända hästen från Troja sjungs för första gången i Karl Gerhards revy Gullregn.

### Augusti
- 1 augusti – Polismästaren i Stockholm förbjuder, efter tyska påtryckningar, den mot Adolf Hitler riktade sången Den ökända hästen från Troja i Karl Gerhards revy [3] Gullregn då den anses förargelseväckande [4].
- 2 augusti – BK Häcken grundades
- 3 augusti – Estniska SSR och Litauiska SSR bildas [6].
- 6 augusti – Lettiska SSR bildas [6].
- 9 augusti – Även överståthållaren i Stockholm förbjuder sången Den ökända hästen från Troja i Karl Gerhards revy [13].
- 20 augusti – Winston Churchill håller talet Never in the Field of Human Conflict Was So Much Owed by so Many to So Few [13].
- 21 augusti – Sovjetiske Leo Trotskij, som gått i landsflykt till Mexiko, mördas av en sovjetisk agent på order av Josef Stalin [2] i Mexico City [1] och avlider av skadorna han tillfogats med ishacka.

### September
- 5 september – Tyska kryssaren hilfskreuzer Komet går in i Stilla havet via Berings sund efter att ha korsat Atlanten från Nordsjön med hjälp av sovjetiska isbrytarna Lenin, Stalin och Kaganovich.[14]
- 7 september – Luftwaffe börjar bomba London [1] för första natten av 57 i följd.
- 8 september – Livsmedelsransonering på mjöl och bröd införs i Sverige, en månad senare även fläsk [4].
- 12 september – De prehistoriska grottmålningarna i Lascauxgrottorna upptäcks.
- 15 september
  - Slaget om Storbritannien kulminerar när brittiska flygvapnet skjuter ner 58 tyska bombflygplan [2].
  - Andrakammarvalet resulterar i socialdemokratisk majoritet med 53,8 % av rösterna, högsta väljarandel ett parti uppnått sedan Sverige fick allmän rösträtt [2]. Bondeförbundet vill gå ur den svenska regeringen, men samlingsregeringen bibehålls [3].
- 17 september
  - Adolf Hitler skjuter upp Tysklands planerade landstigning i Storbritannien "på obestämd tid" [2], först planerat till 21 september, då tyska flygvapnet inte vunnit luftherraväldet [6].
  - 9 personer omkommer då två tåg kolliderar i Gubbero, Sverige [15].
- 24 september – Karin Boyes roman Kallocain, om ett totalitärt samhälle med tankekontroll, utkommer [3].
- 25 september – Norges storting beslutar att skrota monarkin i Norge [16].
- 27 september – Italien, Japan och Tyskland ingår en tremaktspakt i Berlin [2].
- September – Tyskarna börjar transitera trupper från Norge till Finland via Sverige.

### Oktober
- 3 oktober – Brittiskt bombflyg släpper av misstag bomber över Malmö.
- 12 oktober – Taisei Yokusankai-partiet bildas i Japan och upphäver sedan i praktiken parlamentarismen genom sitt maktövertagande.
- 15 oktober – Charlie Chaplins långfilm "Diktatorn", som gör parodi på Adolf Hitler, har biopremiär i USA och blir omdebatterad [2].
- 24 oktober
  - En färja med trupptransport av ingenjörer kantrar i sjön Armasjärvi vid Övertorneå i Sverige. 46 man omkommer då färja avsedd för 40 transporterar 102 man.[17].
  - Den svenska Johnsonlinjens tankmotorfartyg Janus torpederas. Fyra man omkommer, medan 33 räddas av ett engelskt örlogsfartyg.
  - Ett tyskt enmotorigt jaktflygplan nödlandar utanför Karlstad på grund av kompassfel. Besättningsmannen, en underofficer samt planet omhändertas av svensk militär.
- 28 oktober – Italien invaderar Grekland. Brittiska soldater landstiger på Kreta [1].
- 31 oktober – Tyskland skjuter upp Operation Seelöwe på obestämd tid, men fortsätter bombningarna av södra England.
- Oktober – Torgny Segerstedt (redaktör för Göteborgs Handels- och Sjöfarts Tidning) kallas upp till Gustaf V för att förmås upphöra med sina tyskfientliga skriverier. Han vägrar.

### November

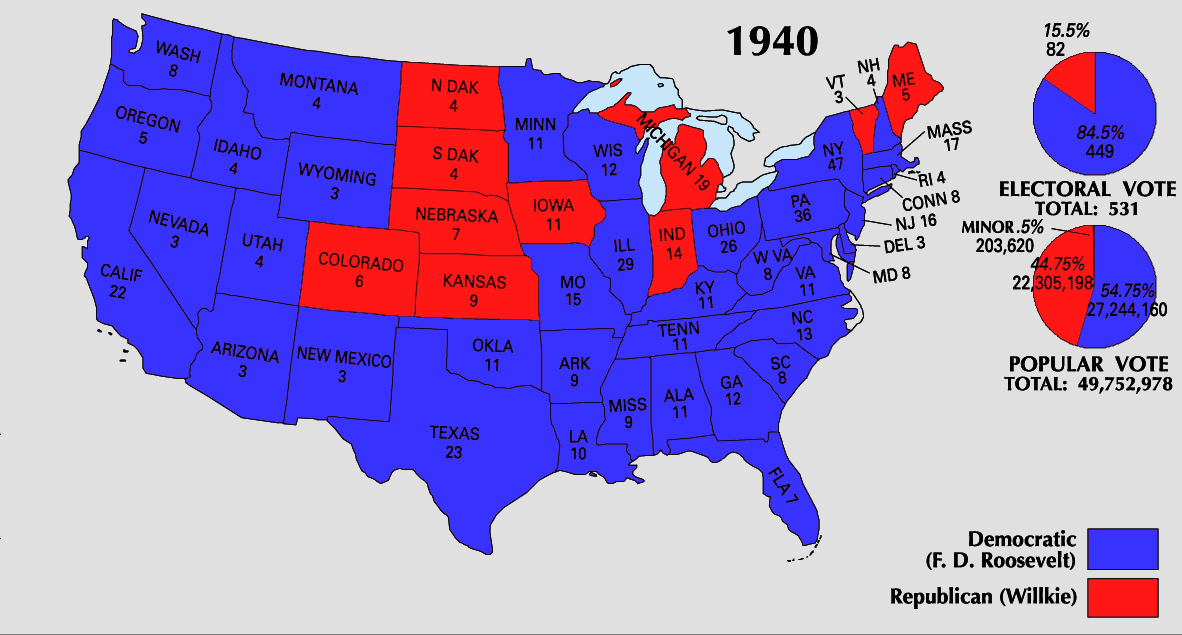
Presidentval i USA.

- 5 november – Demokraten Franklin D. Roosevelt vinner presidentvalet i USA [6] före republikanen Wendell Willkie.
- 6 november – Chile förklarar Chilenska Antarktis grundat.[18]
- 10 november – En jordbävning med styrkan 7,3 på Richterskalan drabbar Rumänien. Omkring 1 000 människor omkommer.
- 14 november – Coventry i England förstörs genom ett omfattande bombanfall utfört av tyska Luftwaffe.
- 15 november – Som svar på anfallet mot Coventry börjar RAF att bomba Hamburg i Tyskland.
- 22 november – I Sverige tillsätts en skolutredningskommitté.

### December
- December

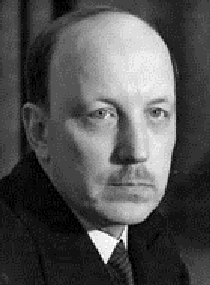
Risto Ryti.

  - Över 200 personer omkommer då ett persontåg och ett godståg kolliderar på Formosa.[15]
  - En tågolycka i Friedrichshafen, Tyskland, kräver 99 människoliv.[15]
- 1 december – All privat användning av bensin i Sverige stoppas [4]. Bilarna får drivas med gengas.[1]
- 3 december – 543 personer omkommer då två expresståg kolliderar i Velilla del Ebro, Spanien då två snälltåg kolliderar [15].
- 16 december
  - Det största handelsavtal Sverige någonsin undertecknat ingås med Tyskland [3].
  - Den svenske idrottsmannen Olle Möller häktas för mord på 10-åriga Gerd Johansson. Han döms senare mot sitt nekande till 10 års straffarbete [1].
- 18 december – Adolf Hitler fastställer planen för Operation Barbarossa – anfallet mot Sovjetunionen.
- 19 december – Finland väljer statsminister Risto Ryti till president [2].
- 21 december – Den svenska filmen Swing it magistern med Alice Babs i huvudrollen har premiär och bidrar till swingdansens storhetstid [3].
- 29 december – Tyska Luftwaffe bombar London och dödar nästan 3.000 civila.
- 30 december – Det första svenska lejdfartyget, Gullmaren, som efter förhandlingar med de krigförande släpps igenom krigszonerna ankommer från New York med last av livsmedel [3].
- 31 december – Vid nyårsfirandet på Skansen läses inte dikten Nyårsklockan, men den traditionelle uppläsaren Anders de Wahl läser den i radio.

### Okänt datum
- USA skickar soldater till Newfoundland, Bermuda, Saint Lucia, Bahamas, Jamaica, Antigua, Trinidad och Brittiska Guyana för att skydda luft- och flottbaser man genom avtal fått av Storbritannien [19].
- British Union of Fascists förbjuds.
- Gösta Nyström konstruerar den självbärande bilkarossen.
- I en marinorder avskedas all kommunistisk civilanställd personal i Sverige. Kommunistiska värnpliktiga placeras på logementsfartyget Bercut.
- Gustav V försäkrar Hitler att Sverige skall värna sin neutralitet samt att man är fast besluten att förhindra allierad aktivitet på svenskt område.
- Norge och Sverige diskuterar möjligheten att förvandla Narvik till neutralt område under svensk administration.
- Diskussionen om ett svensk-finskt försvarsförbund tas upp igen men faller på både Sovjets och Tysklands motstånd.
- På socialdemokraternas partikongress framför Per Albin Hansson tanken på en permanent samlingsregering då alla nu står på samma demokratiska värdegrund.
- Det svenska Centralförbundet Folk och Försvar bildas av politiska partier, frivilliga försvarsorganisationer med flera för att informera om riksdagens säkerhetspolitik.
- Riksmarschen, propagandatävlingar i gång och ett uttryck för beredskaps- och folkhälsoandan i Sverige, anordnas för första gången.
- En svensk lag som möjliggör upplösandet av partier antas, men kommer aldrig att användas.
- Den svenska priskontrollnämnden inrättas.
- Studieförbundet Medborgarskolan bildas av Högerns ungdomsförbund.
- Karolinska sjukhuset i Stockholm invigs.
- Damernas värld bildas genom ombildning av handarbetstidningen Flitiga händer.
- Vägskatt införs i Sverige.
- Kapell och krematorium ritade av Gunnar Asplund invigs på Skogskyrkogården i Stockholm [3].
- En svensk skolbok i tyska skriver "Der Führer hat Ordnung geschaffen" ("Ledaren Adolf Hitler har skapat ordning"), mot slutet av 1940-talet utbytt mot "Gott hat die Welt geschaffen" (Gud har skapat världen) [20].

## Födda

### Första kvartalet

#### Januari
- 1 januari – Clifford Olson, kanadensisk seriemördare. (död 2011)
- 2 januari
  - Jim Bakker, amerikansk predikant.
  - Vjatjeslav Ivankov, rysk förbrytare. (död 2009)
- 4 januari – Helmut Jahn, amerikansk arkitekt. (död 2021)
- 11 januari – Bertil Bertilson, svensk musiker, kompositör, sångare och en av medlemmarna i Rockfolket. (död 2003)
- 14 januari – Trevor Nunn, brittisk regissör.
- 16 januari – Kjell E. Genberg, svensk deckarförfattare.
- 19 januari – Paolo Borsellino, italiensk domare. (död 1992)
- 21 januari – Jack Nicklaus, amerikansk golfspelare.
- 22 januari – John Hurt, brittisk skådespelare. (död 2017)
- 24 januari – Joachim Gauck, tysk politiker, förbundspresident.
- 27 januari – James Cromwell, amerikansk skådespelare.
- 28 januari – Carlos Slim Helú, mexikansk affärsman.

#### Februari
- 9 februari – John Maxwell Coetzee, sydafrikansk författare, nobelpristagare 2003.
- 12 februari
  - Hank Brown, amerikansk republikansk politiker.
  - Ebbe Gilbe, svensk dokumentärfilmare. (död 2008)
- 15 februari – Taichirō Hirokawa, japansk röstskådespelare och berättare. (död 2008)
- 19 februari
  - Saparmurat Nijazov, president i Turkmenistan. (död 2006)
  - Smokey Robinson, amerikansk sångare.
- 21 februari
  - Peter Gethin, brittisk racerförare. (död 2011)
  - John Lewis, amerikansk demokratisk politiker. (död 2020)
- 23 februari – Peter Fonda, amerikansk skådespelare och regissör. (död 2019)
- 24 februari
  - Inger Alfvén, svensk författare. (död 2022)
  - Anson Chan, ledande politiker i Hongkong.
  - Denis Law, skotsk fotbollsspelare. (död 2025)
- 28 februari
  - Mario Andretti, italiensk-amerikansk racerförare.
  - Joe South, amerikansk popmusiker. (död 2012)
- 29 februari – Bartolomaios I, ekumenisk patriark av Konstantinopel.

#### Mars
- 2 mars – Lothar de Maizière, tysk politiker.
- 6 mars – Bernt Ström, svensk skådespelare. (död 2009)
- 7 mars
  - Rudi Dutschke, tysk studentledare. (död 1979)
  - Viktor Savinych, rysk kosmonaut.
- 10 mars
  - Chuck Norris, amerikansk skådespelare.
  - Dean Torrence, amerikansk musiker i duon Jan and Dean.
- 12 mars – M.A. Numminen, finländsk artist, sångare, kompositör och författare.
- 15 mars
  - Frank Dobson, brittisk parlamentsledamot för Labour. (död 2019)
  - Phil Lesh, amerikansk musiker, basist i Grateful Dead. (död 2024)
- 16 mars – Bernardo Bertolucci, italiensk filmregissör. (död 2018)
- 17 mars – Mark White, amerikansk demokratisk politiker, guvernör i Texas 1983–1987. (död 2017)
- 17 mars – Leif Mannerström, svensk krögare.
- 19 mars – Barbara Franklin, amerikansk politiker, handelsminister 1992–1993.
- 22 mars
  - Gunnar Bergvall, svensk civilingenjör och civilekonom, grundare av TV4.
  - Göran Grimvall, svensk professor och författare.
  - Haing S. Ngor, kambodjansk-amerikansk skådespelare. (död 1996)
- 24 mars – David Atkinson, brittisk parlamentsledamot för de konservativa. (död 2012)
- 25 mars – Inger Säfwenberg, svensk TV-producent. (död 2022)
- 26 mars
  - James Caan, amerikansk skådespelare. (död 2022)
  - Christina Odenberg, biskop i Lunds stift 1997–2007.
  - Nancy Pelosi, amerikansk politiker, ledamot av USA:s representanthus sedan 1987 och talman mellan (2007–2011, 2019–2023)
- 27 mars
  - Christina Jutterström, svensk journalist, chefredaktör för Dagens Nyheter 1982–1995 och för Expressen 1995–1996, vd för Sveriges Television från 2001.
  - Austin Pendleton, amerikansk skådespelare.
- 29 mars – Astrud Gilberto, brasiliansk sångare. (död 2023)
- 31 mars
  - Barney Frank, amerikansk demokratisk politiker, kongressledamot 1981–2013.
  - Patrick Leahy, amerikansk politiker, demokratisk ledamot av USA:s senat.

### Andra kvartalet

#### April
- 1 april – Wangari Maathai, kenyansk miljöaktivist, vice miljöminister i Kenya, mottagare av Nobels fredspris. (död 2011)
- 2 april – Mike Hailwood, brittisk racerförare. (död 1981)
- 7 april – Per Mindus, svensk professor i psykiatri. (död 1998)
- 9 april – Mona-Lis Hässelbäck, svensk skådespelare.
- 12 april – Herbie Hancock, amerikansk jazzmusiker, pianist och kompositör.
- 13 april – Max Mosley, brittisk racerförare, ordförande för FIA 1993–2009. (död 2021)
- 15 april – Ove Engström, svensk sångare och kompositör.
- 16 april
  - Valerie Davey, brittisk parlamentsledamot för Labour.
  - Margrethe II, regerande drottning av Danmark 1972–2024.
- 18 april – Märit Andersson, svensk regissör, TV-producent och journalist. (död 2005)
- 19 april
  - Reinhard Bonnke, tysk evangelist. (död 2019)
  - Johnny Nash, amerikansk musiker. (död 2020)
- 20 april – Jan Cremer, nederländsk författare och konstnär. (död 2024)
- 21 april – Mokdad Sifi, före detta regeringschef i Algeriet.
- 25 april
  - Sten "Taxi" Jonsson, svensk underhållare. (död 2014)
  - Al Pacino, amerikansk skådespelare.
- 30 april
  - Marutei Tsurunen, japansk politiker, född i Finland.
  - Burt Young, amerikansk skådespelare. (död 2023)

#### Maj
- 3 maj – Peter Kneip, svensk skådespelare.
- 5 maj
  - Lance Henriksen, amerikansk skådespelare.
  - Lasse Åberg, svensk skådespelare och konstnär.
- 7 maj – Harry Klynn, grekisk sångare, komiker och manusförfattare. (död 2018)
- 8 maj – Ricky Nelson, amerikansk rockartist. (död 1985)
- 9 maj – James L. Brooks, amerikansk manusförfattare, regissör och producent.
- 10 maj – Bill Cash, brittisk konservativ politiker, parlamentsledamot 1984–2024.
- 12 maj – Lill Lindfors, svensk artist.
- 15 maj – Ira Einhorn, amerikansk mördare. (död 2020)
- 16 maj – Mathias Henrikson, svensk skådespelare. (död 2005)
- 20 maj – Sadaharu Oh, japansk basebollspelare.
- 26 maj – Levon Helm, amerikansk musiker, trummis i The Band. (död 2012)
- 28 maj – Tom Petri, amerikansk republikansk politiker, kongressledamot 1979–2015.
- 29 maj
  - Leonardo Henrichsen, svensk-argentinsk journalist. (död 1973)
  - Farooq Leghari, president i Pakistan 1993–1997. (död 2010)
- 31 maj – Bruce Chatwin, brittisk författare och vagabond. (död 1989)

#### Juni
- 1 juni – René Auberjonois, amerikansk skådespelare. (död 2019)
- 2 juni – Konstantin II, kung av Grekland. (död 2023)
- 7 juni – Tom Jones, walesisk sångare.
- 8 juni – Nancy Sinatra, amerikansk sångare.
- 19 juni – Paul Shane, brittisk skådespelare. (död 2013)
- 20 juni – John Mahoney, brittisk-amerikansk skådespelare. (död 2018)
- 23 juni
  - Wilma Rudolph, amerikansk friidrottare med tre OS-guld 1960. (död 1994)
  - Stuart Sutcliffe, brittisk musiker, spelade med i The Beatles. (död 1962)

### Tredje kvartalet

#### Juli
- 2 juli
  - Robert Broberg, svensk artist. (död 2015)
  - Kenneth Clarke, brittisk konservativ politiker.
  - Georgi Ivanov, bulgarisk kosmonaut.
- 6 juli – Nursultan Nazarbajev, president i Kazakstan.
- 7 juli
  - Maud Elfsiö, svensk skådespelare.
  - Ringo Starr, eg. Richard Starkey, brittisk trumslagare och sångare, medlem i The Beatles.
- 8 juli – Ben Chapman, brittisk parlamentsledamot för Labour 1997–2010.
- 11 juli – Anita Wall, svensk skådespelare.
- 13 juli – Patrick Stewart, brittisk skådespelare.
- 18 juli
  - James Brolin, amerikansk skådespelare.
  - Harry Mitchell, amerikansk demokratisk politiker, kongressledamot 2007–2011.
- 20 juli
  - Monica Dominique, svensk skådespelare, kompositör, arrangör och revyartist.
  - David Tuchmanov, rysk musiker och kompositör
- 22 juli – Vera Tschechowa, tysk skådespelare. (död 2024)
- 26 juli – Mary Jo Kopechne, sekreterare åt Robert F. Kennedy. (död 1969)
- 28 juli – Hérard Abraham, president i Haiti 1990. (död 2022)
- 31 juli – Elisabeth Odén, svensk skådespelare.

#### Augusti
- 3 augusti – Martin Sheen, amerikansk skådespelare.
- 11 augusti
  - Pia Brandelius, svensk journalist, anställd vid Sveriges Radios ekoredaktion 1968–1980 och vid Sveriges Television från 1980, nyhetsuppläsare i Aktuellt.
  - Rolf Skoglund, svensk skådespelare. (död 2022)
- 15 augusti – Gudrun Ensslin, en av grundarna av Röda armé-fraktionen. (död 1977)
- 17 augusti – David Price, amerikansk demokratisk politiker.
- 20 augusti – Rubén Hinojosa, amerikansk demokratisk politiker, kongressledamot 1997–2017.
- 28 augusti – William Cohen, amerikansk republikansk politiker, ledamot i representanhuset 1973–1979, ledamot i senaten 1979–1997 samt försvarsminister 1997–2001.

#### September
- 3 september – Eduardo Galeano, uruguayansk författare. (död 2015)
- 5 september – Giancarlo Bigazzi, italiensk låtskrivare. (död 2012)
- 6 september – Elwyn Berlekamp, amerikansk matematiker. (död 2019)
- 9 september – Roy DeMeo, italiensk-amerikansk maffioso. (död 1983)
- 11 september – Brian De Palma, amerikansk filmregissör.
- 12 september
  - Jan Bonnevier, svensk redaktör, programledare och TV-producent. (död 2009)
  - Stephen J. Solarz, amerikansk demokratisk politiker, kongressledamot 1975–1993. (död 2010)
- 16 september – Lillebil Ankarcrona, svensk skådespelare.
- 17 september – Jan Eliasson, svensk diplomat, ordförande i FN:s generalförsamling 2005–2006.
- 18 september – Abbas El Fassi, marockansk premiärminister.
- 22 september – Anna Karina, dansk-fransk fotomodell och skådespelare. (död 2019)
- 23 september – John Wilkinson, brittisk parlamentsledamot för Conservative 1970–1974 och 1979–2005. (död 2014)
- 28 september – Aleksandr Ivantjenkov, rysk kosmonaut.

### Fjärde kvartalet

#### Oktober
- 2 oktober – Gheorghe Gruia, rumänsk handbollsspelare. (död 2015)
- 5 oktober – Nar Bahadur Bhandari, indisk politiker, chefsminister i Sikkim 1985–1995. (död 2017)
- 6 oktober – Wyche Fowler, amerikansk demokratisk politiker och diplomat, senator 1987–1993.
- 9 oktober
  - Gordon J. Humphrey, amerikansk republikansk politiker, senator 1979–1990.
  - John Lennon, sångare, gitarrist och låtskrivare, medlem i The Beatles. (död 1980)
- 11 oktober – Christoph Blocher, schweizisk politiker, partiledare för Schweiziska folkpartiet och justitie- och polisminister från 2003.
- 12 oktober – Esko Salminen, finländsk skådespelare.
- 13 oktober – Ingeborg Nyberg, svensk sångerska och skådespelare.
- 14 oktober – Cliff Richard eg. Harry Roger Webb, brittisk rock- och populärsångare, skådespelare.
- 15 oktober
  - Benno Ohnesorg, tysk student och pacifist. (död 1967)
  - Kari Sylwan, svensk dansös, koreograf, pedagog och skådespelare.
- 19 oktober – Michael Gambon, brittisk skådespelare. (död 2023)
- 21 oktober – Manfred Mann, sydafrikansk popmusiker.
- 23 oktober – Pelé, brasiliansk fotbollsspelare. (död 2022)
- 26 oktober – Hans Wigren, svensk skådespelare och manusförfattare.
- 27 oktober
  - Arthur Blessitt, amerikansk hippiepastor, var med och startade Jesus-rörelsen. (död 2025)
  - John Gotti, amerikansk maffiaboss. (död 2002)
- 28 oktober – Gennadij Strekalov, rysk kosmonaut. (död 2004)

#### November
- 1 november – Jon Skolmen, norsk skådespelare och författare. (död 2019)
- 5 november – Elke Sommer, tysk skådespelare.
- 6 november – Laila Dalseth,

norsk jazzvokalist.
- 11 november – Barbara Boxer, amerikansk politiker, demokratisk ledamot av USA:s senat.
- 13 november – Rudolf Schwarzkogler, österrikisk konstnär inom body art och performance. (död 1969)
- 17 november – Luke Kelly, irländsk musiker. (död 1984)
- 19 november – Alberto Nessi, schweizisk, italienskspråkig författare.
- 21 november – Natalja Makarova, rysk balettdansös.
- 22 november – Terry Gilliam, amerikansk filmregissör, manusförfattare, skådespelare och animatör.
- 23 november – Gösta Pettersson, svensk cyklist.
- 27 november – Bruce Lee, kinesisk-amerikansk filmskådespelare och kampsportsexpert. (död 1973)
- 29 november
  - Mark James, amerikansk låtskrivare. (död 2024)
  - Chuck Mangione, amerikansk jazzmusiker.
  - Monica Stenbeck, svensk skådespelare.
- 30 november – Pauli Nevala, finländsk spjutkastare. (död 2025)

#### December
- 4 december – Gary Gilmore, amerikansk förbrytare, avrättad 1977.
- 5 december – Peter Pohl, svensk författare.
- 12 december – Dionne Warwick, amerikansk populärsångerska.
- 16 december – Norm Dicks, amerikansk demokratisk politiker, kongressledamot 1977–2013.
- 19 december – Phil Ochs, amerikansk sångare och låtskrivare. (död 1976)
- 21 december – Frank Zappa, amerikansk kompositör, musiker och sångare. (död 1993)
- 23 december – Jorma Kaukonen, amerikansk musiker, gitarrist i Jefferson Airplane.
- 24 december – Per Eric Nordquist, svensk TV- och radioproducent och programledare. (död 2002)
- 26 december – Sören Gyll, svensk företagsledare.
- 28 december – A.K. Antony, indisk politiker, vid tre tillfällen chefsminister i Kerala.
- 30 december
  - Christer Dahl, svensk regissör, manusförfattare, författare och producent.
  - Birgitta Palme, svensk skådespelare, regissör och teaterchef. (död 2000)
- 31 december – Jan Tiselius, svensk skådespelare. (död 2023)
- Burhanuddin Rabbani, före detta president i Afghanistan
- Ali Saibou, före detta president i Niger

## Avlidna

### Första kvartalet

#### Januari
- 7 januari – Carl Boberg, 80, svensk predikant, riksdagsman och författare.
- 19 januari – William Borah, 74, amerikansk republikansk politiker, senator 1907-1940.

#### Februari
- 4 februari – Nikolaj Jezjov, 44, sovjetisk politiker och chef för NKVD.
- 5 februari – Charles S. Deneen, 76, amerikansk republikansk politiker.
- 15 februari – Rookes Evelyn Crompton, 94, brittisk industriman.
- 18 februari – Rudy Wiedoeft, 47, amerikansk musiker, saxofonist.
- 27 februari – Peter Behrens, 71, tysk arkitekt.

#### Mars
- 8 mars – Oscar Branch Colquitt, 78, amerikansk demokratisk politiker, publicist och affärsman.
- 9 mars – Rafael Suvanto, 30, finländsk astronom.
- 10 mars – Michail Bulgakov, 48, rysk författare.
- 11 mars – Samuel H. Piles, 81, amerikansk republikansk politiker och diplomat, senator 1905–1911.
- 16 mars – Selma Lagerlöf, 81, svensk författare, nobelpristagare, ledamot av Svenska Akademien [2] (död på gården Mårbacka i Värmland [4]).

### Andra kvartalet

#### April
- 26 april – Carl Bosch, 65, tysk kemist, ingenjör och företagsledare.
- 30 april – Furnifold McLendel Simmons, 86, amerikansk politiker, senator 1901–1931.

#### Maj
- 9 maj – Gustaf Eliasson, 72, svensk grosshandlare och politiker (liberal).
- 14 maj – Emma Goldman, 70, rysk-amerikansk anarkist.
- 20 maj – Verner von Heidenstam, 80, svensk poet, ledamot av Svenska Akademien, nobelpristagare[7].
- 24 maj – Clarence W. Watson, 76, amerikansk demokratisk politiker och industrialist, senator 1911–1913.
- 28 maj – Fredrik Karl av Hessen, 72, tysk prins, vald men aldrig tillträd kung av Finland 1918.
- 30 maj – Kurt Björkvall, 36, svensk civil flygpionjär.

#### Juni
- 6 juni – Arthur Zimmermann, 75, tysk politiker, Tysklands utrikesminister 1916–1917.
- 8 juni – Frederick Converse, 69, amerikansk kompositör.
- 10 juni – Marcus Garvey, 52, jamaicansk panafrikanist.
- 16 juni – Vítězslava Kaprálová, 25, tjeckisk kompositör och dirigent.
- 20 juni – Jehan Alain, 29, fransk organist och kompositör.
- 28 juni – Italo Balbo, 44, italiensk politiker.
- 29 juni – Paul Klee, 60, schweizisk konstnär.

### Tredje kvartalet

#### Juli
- 1 juli – Ben Turpin, 70, amerikansk stumfilmsskådespelare.
- 7 juli – Dagmar Parmas, 53, finländsk skådespelare och sångare.
- 31 juli – Elfriede Lohse-Wächtler, 40, tysk målare.

#### Augusti
- 8 augusti – Alessandro Bonci, 70, italiensk operasångare.
- 12 augusti – Thorvald Astrup, 64, norsk arkitekt.
- 16 augusti – Henri Desgrange, 75, fransk tidningsutgivare, skapare av Tour de France.
- 18 augusti – Walter P. Chrysler, 65, amerikansk bilindustripionjär.
- 20 augusti – Sven Olsson i Labbemåla, 70, svensk lantbrukare och politiker (folkpartist).
- 21 augusti – Lev Trotskij, 60, ukrainsk-sovjetisk exilpolitiker och marxistisk teoretiker, mördad.

#### September
- 9 september – Alexandra Ahnger, 81, finländsk sångpedagog.
- 10 september – Alfred Anderssén, 53, finländsk kompositör och musikkritiker.
- 15 september – William B. Bankhead, 66, amerikansk demokratisk politiker, talman i USA:s representanthus.
- 24 september – Charley Straight, 49, amerikansk pianist, orkesterledare och kompositör.
- 27 september – Walter Benjamin, 48, tysk filosof, litteraturvetare och konstkritiker.
- 30 september – Oliver Shoup, 70, amerikansk republikansk politiker, guvernör i Colorado 1919–1923.

### Fjärde kvartalet

#### Oktober
- 6 oktober – Henry Horner, 61, amerikansk demokratisk politiker, guvernör i Illinois 1933–1940.
- 12 oktober – Tom Mix, 60, amerikansk skådespelare.
- 20 oktober – Gunnar Asplund, 55, svensk arkitekt.
- 27 oktober – Fini Henriques, 73, dansk kompositör.
- 30 oktober – Gunnar Landtman, 62, finländsk filosof, sociolog och politiker.

#### November
- 3 november – Lewis Hine, 66, amerikansk fotograf.
- 4 november –  Harry Bernard, 62, amerikansk skådespelare.
- 9 november – Neville Chamberlain, 71, brittisk politiker, Storbritanniens premiärminister 1937–1940.
- 11 november – Julia Håkansson, 87, svensk skådespelare.
- 16 november – Albert Engström, 71, svensk författare och konstnär, ledamot av Svenska Akademien [3].
- 26 november – Ivar F. Andrésen, 44, norsk operasångare (bas).
- 30 november – George B. McClellan Jr., 75, amerikansk historiker och demokratisk politiker, kongressledamot 1895–1903 och borgmästare i New York 1904–1909.

#### December
- 11 december – Nathaniel B. Dial, 78, amerikansk demokratisk politiker, senator 1919–1925.
- 14 december – Anton Korošec, 68, slovensk politiker.
- 15 december – Eugene Elliott Reed, 74, amerikansk demokratisk politiker, kongressledamot 1913–1915.
- 16 december – Eugène Dubois, 82, nederländsk antropolog, geolog och paleontolog.
- 19 december – Kyösti Kallio, 67, finländsk politiker, Finlands president 1937–1940.
- 21 december – F. Scott Fitzgerald, 44, amerikansk författare.
- 23 december – Felix Nylund, 62, finländsk skulptör.
- 29 december – Hanna Pauli, 76, svensk målare.

## Nobelpris
- Inga pris utdelades.[21]

### Fotnoter
1. 1 2 3 4 5 6 7 8 9 10  100 år med Aftonbladet – 1940, 1999
2. 1 2 3 4 5 6 7 8 9 10 11 12 13 14 15 16 17 18 19 20 21 22 23 24 25 26 27 28 29 30 31 32 33 34 35  20:e århundrades När Var Hur – 1940, Bernt Himmelstedt, Forum, 1999
3. 1 2 3 4 5 6 7 8 9 10 11 12 13 14  Hundra år i Sverige – 1940, Hans Dahlberg, Albert Bonniers, 1999
4. 1 2 3 4 5 6 7 8 9  Sverige 1900-talet – 1940, NE, Bra Böcker, 2000
5. ↑  ”Årtal och händelser i Jönköping”. Arkiverad från originalet den 14 augusti 2014. https://web.archive.org/web/20140814012146/http://maltell.se/historia/databas/search/kronologiviewmobil1900.php.
6. 1 2 3 4 5 6 7 8 9 10  Faktakalendern 2000 – 1940 (Utlandet), Semic, 1999
7. 1 2  Faktakalendern 2000 – 1940 (Sverige), 1999
8. ↑  Muggenthaler, August Karl (1977). German Raiders of WWII. Prentice-Hall. sid. 14. ISBN 0-13-354027-8
9. ↑  ”Hembiträdesföreningarnas centralkommitté (läst 29 oktober 2010, ny version läst 10 januari 2011)”. https://arkivkatalog.arbark.se/?refkod=288.
10. ↑   Nylon, University of Bristol /chm.bris.ac.uk (läst 8 augusti 2025)
11. ↑  Hooton, E.R. (2007). Luftwaffe at War: Blitzkrieg in the West. London: Chervron/Ian Allan. sid. 88. ISBN 978-1-85780-272-6
12. ↑  75 år Sverige, Carl-Adam Nycop, Bokförlaget Bra böcker, 1976, sidan 126 - Påtryckningar och transiteringar
13. 1 2  75 år Sverige, Carl-Adam Nycop, Bokförlaget Bra böcker, 1976, sidan 127 - Karl Gerhards trojanska häst
14. ↑  Muggenthaler, August Karl (1977). German Raiders of WWII. Prentice-Hall. sid. 58. ISBN 0-13-354027-8
15. 1 2 3 4  Faktakalendern 1996, Semic, 1995
16. ↑  ”World Statesmen”. http://www.worldstatesmen.org/Norway.htm.
17. ↑  75 år Sverige, Carl-Adam Nycop, Bokförlaget Bra böcker, 1976, sidan 129 - Selma Lagerlöfs festföreställning
18. ↑  ”World Statesmen (läst 3 april 2011)”. http://www.worldstatesmen.org/Chile.html#Magallanes.
19. ↑  ”USA:s militära insatser i utlandet”. Arkiverad från originalet den 12 oktober 2011. https://www.webcitation.org/62NCLaa95?url=http://www.history.navy.mil/library/online/forces.htm.
20. ↑  Sverige 1900-talet – Sverige mellan tyskt och amerikanskt, NE, Bra Böcker, 2000
21. ↑  ”Nobelpriset”. https://www.nobelprize.org/prizes/lists/all-nobel-prizes/. Läst 10 april 2011.